# 25476 Sealfon
A 25476 Sealfon (ideiglenes jelöléssel 1999 XU42) a Naprendszer kisbolygóövében található aszteroida. A LINEAR projekt keretében fedezték fel 1999. december 7-én.